# Люта планета
Лю́та плане́та (англ. Ferocious Planet) — американсько-ірландський науково-фантастичний телефільм 2011 року. Знятий ірландським режисером Біллі О'Браєном для телеканалу Sci Fi. Зйомки відбулися в Ірландії. Це 23-й фільм з фантастичного телевізійного циклу «Манеатр».

## Сюжет
Під час демонстрації пристрою, який надає можливість спостерігати за паралельними вимірами, в результаті збою частина будівлі, в якій демонстрація проходить, переноситься у вимір, який на перший погляд позбавлений тваринного життя, але насправді є домом для великих злісних хижаків, які полюють і вбивають переміщених людей по одному. Істота з шістьма очима нападає на людей. Першим був атакований і розірваний навпіл сенатор, а Лекс помер від серцевого нападу. Під час дослідження істоти з іншого виміру Джош Берк випадково бризнув на Ела кислотою, що замінює монстрам кров, в той час як перша істота вбиває рядового. У пошуках води люди діляться на дві групи з трьох осіб: Сем, Джош і доктор Карен Фрост в одній групі, та Ріверс, доктор Джилліан О'Хара і Мерфі в іншій. Джош краде яйце, упускає його на скелю і миттєво його вбиває самиця монстра. Ріверс жертвує собою, рятуючи життя Сема, а Браян Мерфі атакований і вбитий самицею. Тільки полковник Зінн, Доктор Фрост і доктор О'Хара залишилися в живих. Доктор Фрост йде одна, сподіваючись знайти розумне життя, тому що вона побачила здалеку якусь конструкцію, але виявляє занадто пізно, що вона була частиною будівлі, що провалилася з ними в інший вимір, після чого її атакує і вбиває монстр. У той же час полковник Зінн і доктор О'Хара зуміли відремонтувати прилад та повернутися додому, але виявляють, що їхній світ вже не такий, як раніше.

## У ролях
| Актор           | Роль                    |
| --------------- | ----------------------- |
| Джо Фланіган    | полковник Сем Зінн      |
| Джон Ріс-Девіс  | сенатор Джексон Креншоу |
| Кетрін Волкер   | доктор Карен Фрост      |
| Сем О'Магоні    | Джош Берк               |
| Джар Джегбеф'юм | лейтенант Ріверс        |
| Кріс Ньюман     | рядовий Джордан Рейд    |
| Дагмар Дорінг   | доктор Джиліан О'Хара   |
| Роб Суган       | Браян Мерфі             |
| Кевін Флуд      | Лекс Майклс             |
| Шаші Рамі       | Ал Ісія                 |